# Vereinte Äthiopische Demokratische Partei/Medhin
Die Vereinte Äthiopische Demokratische Partei / Medhin-Partei (amharisch የኢትዮጵያ ዴሞክራሲያዊ አንድነት ፓርቲ-መድህን, transkribiert Ye-Ityopya Démokrasiyawi Andinet Parti-Medhin, Abkürzung ኢዴአፓ-መድህን, Ideapa-Medhin; englisch United Ethiopian Democratic Party-Medhin Party; offizielle Abkürzung UEDP-M oder auch UEDP-MEDHIN) war eine Partei in Äthiopien. Sie ging 2021 in der Oppositionspartei Äthiopische Bürger für Soziale Gerechtigkeit auf. Sie war eine der größeren Oppositionsparteien im ganzen Land, vor allem in der Amhara-Region. Der Präsident der Vereinten Äthiopischen Demokratischen Partei / Medhin war Ato Lidetu Ayalew, der Vize-Präsident der Partei hingegen war Wezero Sophia Yilma.

## Geschichte
Bei den letzten nationalen legislativen Wahlen zum äthiopischen Bundesparlament, am 15. Mai 2005, war die Vereinte Äthiopische Demokratische Partei / Medhin eine der Mitgliedsparteien innerhalb des Parteien- und Wahlbündnisses der Koalition für Einheit und Demokratie (Qinijit) an, welche gemeinsam insgesamt 109 Sitze der möglichen 527 Abgeordnetensitze im Volksrepräsentantenhaus gewann. Die Vereinte Äthiopische Demokratische Partei / Medhin selbst erhielt davon mit 6,84 % der gesamten Wählerstimmen insgesamt 36 Parlamentssitze, von welchen 34 an Männer und nur 2 an Frauen vergeben wurden. Trotz alledem entschied sich am 5. Oktober 2005 das Zentralkomitee der Partei dafür, die Koalition für Einheit und Demokratie zu verlassen.
Die Entscheidung des Parteipräsidenten Lidetu Ayalew, dass der Block der Vereinten Äthiopische Demokratischen Partei / Medhin die gesamten Parlamentssitze – welche an die Koalition für Einheit und Demokratie vergeben wurden – für sich entschied, führte nach den Parlamentswahlen 2005 zu Kritik und internen Streitigkeiten innerhalb der Koalition. So wurde Lidetu Ayalew als Spion der Volksbefreiungsfront von Tigray, einer Partei, welche die äthiopische Regierungskoalition Revolutionäre Demokratische Front der Äthiopischen Völker anführt, bezeichnet.